# Koupaliště

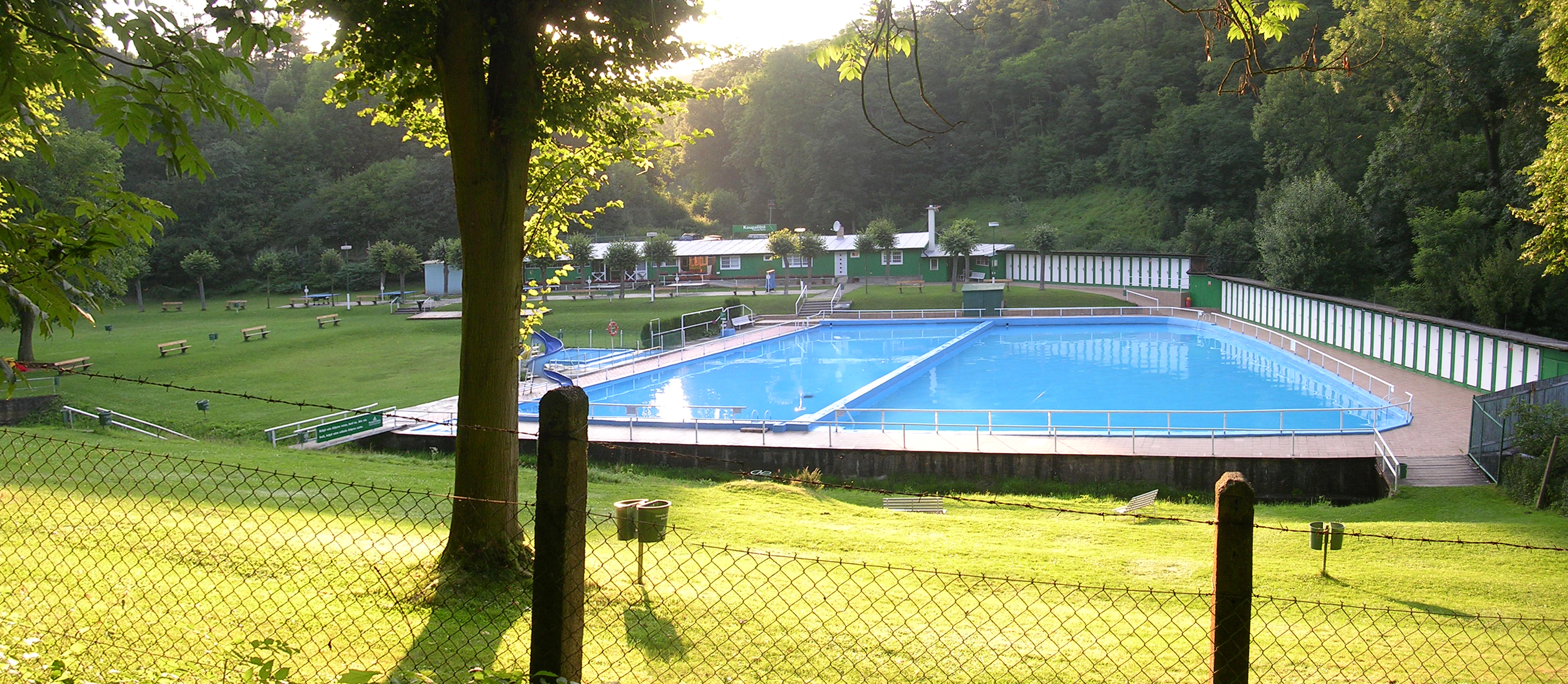
Koupaliště Divoká Šárka

Koupaliště (případně též plovárna) je každé vhodné místo u vody nebo na vodě, kde je dána možnost pohybu ve vodě a na okolních prostorách na vzduchu a slunci. Podle zdroje vody se dělí na přirozená a umělá. Mezi přirozená patří všechna primitivní koupadla u břehů řek, rybníků, potoků, dále nazývaná obvykle říčními lázněmi, říční plovárny, na jezerech apod. Umělá se zřizují tam, kde není vody v takovém množství a prostoru, aby mohla sloužiti pro koupání či plování více osob, nebo tehdy, je-li voda k disposici jsoucí zdravotně závadná, nebo i z jiných důvodů (nevhodnost místa na přirozeném zdroji apod.).

## Umělá koupaliště
Jsou vybavena pro pohodlí návštěvníků šatnami k převlékání, kiosky s prodejem jednoduchého sortimentu potravin a nápojů a také pokladnou k vybírání vstupného. Prakticky všechna umělá, organizovaná koupaliště mají svůj návštěvní řád, který zakazuje a přikazuje, například koupání je povoleno pouze v plavkách.